# Hajo Rose
Hajo Rose (* 16. Juli 1910 in Mannheim; † 9. Oktober 1989 in Leipzig, vollständiger Name: Hans-Joachim Rose) war ein deutscher Grafiker und Fotograf.

## Leben und Werk
Der Vater Roses war Ingenieur. Die Familie lebte von 1922 bis 1925 in Dresden und bis 1929 in Elbing. Dort nahm Rose Zeichenunterricht bei Wilhelm Noack. Von 1929 bis 1930 studierte er an der Kunstgewerbeschule in Königsberg und ab 1930 am Bauhaus in Dessau. Nach einem Vorkurs bei Josef Albers war er bis Mitte 1932 in der Werkstatt für Reklame, Typografie und Druckerei bei Joost Schmidt. Daneben belegte er Kurse in der Fotografie-Abteilung bei Walter Peterhans. Weitere Lehrer waren Wassily Kandinsky, Paul Klee und Mies van der Rohe. 1932 entwarf Rose das Signet des Bauhauses, das kleine „b“. Nach der Schließung des Bauhauses zum 30. September 1932 in Dessau und Umzug nach Berlin assistierte Rose von 1933 bis 1934 bei László Moholy-Nagy in dessen Berliner Atelier. Als einer der letzten Absolventen erhielt er am 1. April 1933 das Bauhausdiplom Nr. 112 der Reklamewerkstatt.
1934 emigrierte Rose gemeinsam mit seinem Bauhaus-Kollegen Paul Guermonprez in die Niederlande. Mit ihm betrieb er bis zum Bruch zwischen den beiden Partnern kurzzeitig das Werbebüro „co-op 2“. Paul Citroen nahm sich seiner an und verschaffte ihm eine Anstellung bei der Nieuwe Kunstschool Amsterdam. Dort war Rose 1934 bis 1940 Dozent für Reklame, Farblehre und Schriftzeichnen. Er entwickelte sich zu einem der wichtigsten Lehrer der Schule. Zu seinen Schülern gehörte u. a. Otto Heinrich Treumann. Daneben führt Rose bis 1941 ein eigenes Werbebüro, in dem er als Fotograf, Ausstellungsgestalter und Bühnenbildner arbeitete. Als Filmarchitekt war er für eine Rembrandt-Verfilmung tätig. Auf der Weltausstellung in Paris 1937 erhielt er zwei Goldmedaillen, u. a. für sein Plakat „Amsterdam“. 1936 heiratete Rose die Bauhaus-Weberin Käthe Schmidt (* 1905).
1942 wurde Rose in Deutschland zum Militärdienst eingezogen. Der jüdische Emigrant Konrad Merz, der in Amsterdam Kontakt zu Rose hatte, sagte, dass Rose zur Waffen-SS gezwungen worden sei.
Nach französischer Kriegsgefangenschaft ging Rose 1948 nach Ostdeutschland. Mart Stam holte ihn an die Hochschule für Bildende Künste Dresden. Dort war Rose von 1949 bis 1953 Dozent für Gebrauchsgrafik und Schrift. Rose war befreundet mit Hans Christoph. Außerdem pflegte er engen Kontakt zu Marianne Brandt, welche bis 1949 ebenfalls an der Hochschule lehrte und im gleichen Haus wie er lebte. Zu seinen Schülerinnen gehörten u. a. Helga Knobloch, Margarete Jahny und Isolde Karg, die er später heiratete.
1953 zog Rose nach Leipzig und war dort bis 1958 Dozent an der Fachschule für angewandte Kunst. Einer seiner Schüler war Eberhard Dietzsch. Neben seiner Lehrtätigkeit arbeitete Rose freiberuflich für die DDR-Industrie. Entgegen der offiziellen kulturpolitischen Linie setzte Rose sich für die Ideen des Bauhauses ein, das in der DDR bis Mitte der 1960er Jahre als bourgeois und formalistisch galt. Nachdem Rose die Dozentur wegen seines Austritts aus der SED verloren hatte, arbeitete er in Leipzig als einer der wenigen freiberuflichen Grafiker der DDR für die Industrie und insbesondere für das Leipziger Messeamt. Er war einer der profiliertesten Grafiker für Gebrauchsgüter in der DDR. Als Mitte der siebziger Jahre in der DDR erste Bauhaus-Ausstellungen stattfanden, entwarf er dafür Plakate. Rose war Mitglied des Verbands Bildender Künstler der DDR.
Zu seinem persönlichen Bekanntenkreis gehörte in Leipzig Günter Morgner, mit dem er sich häufig über Kunst, philosophische und ästhetische Themen austauschte.
Arbeiten Roses befinden sich außerhalb der Stiftung Bauhaus Dessau in bedeutenden Sammlungen, u. a. im Museum of Modern Art, New York, im J. Paul Getty Museum, Los Angeles, im Stedelijk Museum, Amsterdam und im Kupferstichkabinett Dresden.
2009 schenkte seine Witwe Isolde Rose der Deutschen Fotothek einen über 200 Werke umfassenden Bestand an Negativen, Kleinbilddias und Positiven.

## Rezeption
„Einige seiner Fotografien aus der späten Zeit des Bauhauses sind berühmt, aber er selbst ist an den Rand der Wahrnehmung gerückt …
In seiner angewandten Kunst vereinte Rose Avantgarde und Pragmatismus. Werbung muss neugierig machen, lesbar sein, auffallen.“
„Seine fotografischen und typografischen Werke changieren zwischen Neuem Sehen, Surrealismus und Neuer Sachlichkeit.“

## Werke (Auswahl)
- Bauhausstudentin Käthe Schmidt beim Nähen (Fotografie, 1931; im Bestand des Bauhauses Dessau)[8]
- Joachim Ringelnatz im Gespräch mit der Schauspielerin Sonja von Hadding in Königsberg (Lithographie, 1929)[9]
- Neun Textfelder (Collage; um 1930)[10]
- Musikhaus Delta (Plakatentwurf; Feder, Pinsel, Tusche, Deckfarbe, Deckweiß; 1931; im Bestand des Deutschen Historischen Museums Berlin)[11]
- Grock-Studie (Federzeichnung, Tusche und Deckfarben; 1933)[12]
- Selbstbildnis als Kriegsgefangener (Zeichnung, Bleistift, Pinsel, Wasserfarben; 1948; im Bestand des Museums für Angewandte Kunst Gera)[13]
- Familie auf der Straße (Federzeichnung, Tusche und Deckfarben; 1965)[14]

## Einzelausstellungen (Auswahl)
- 1969 Leipzig, Musisches Kabinett der 4. POS
- 1978 Dresden, Kupferstichkabinett („Marianne Brandt, Hajo Rose, Kurt Schmidt. Drei Künstler aus dem Bauhaus.“)
- 1978 Erfurt, Galerie erph („Hajo Rose. Bauhäusler. Graphik“)
- 1980 Dresden, Galerie Comenius („Hajo Rose. Bauhäusler“)
- 1984 Leipzig, Galerie Süd („Hajo und Isolde Rose. Grafik und Gebrauchsgrafik“)
- 2010 Berlin, Bauhaus-Archiv („Hajo Rose. Bauhaus Foto Typo“; erste umfassende Retrospektive mit 80 Arbeiten aus den Bereichen Fotografie und Typografie)